# Ferrari 801

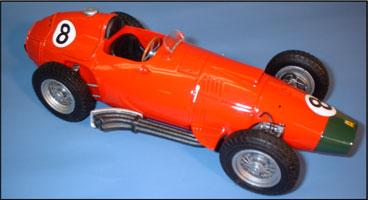
Ferrari 801

O Ferrari 801 foi o modelo da Ferrari utilizado na temporada de 1957. Foi guiado por Eugenio Castellotti, Peter Collins, Alfonso de Portago, José Froilán González, Mike Hawthorn, Luigi Musso, Cesare Perdisa, Maurice Trintignant e Wolfgang von Trips.
A temporada de 1956 terminou com a conquista do título mundial por Juan Manuel Fangio competindo com um Ferrari-Lancia D50. Para a temporada de 1957, o carro sofreu numerosas modificações, tanto que a Ferrari decidiu mudar seu nome para Ferrari 801. Porém, o carro era pouco competitivo e não conseguiu replicar os sucessos da versões anteriores.